# Marie Colardeau
Pour les articles homonymes, voir Colardeau et Kermorvan.
Marie Colardeau, née Marie Le Vigoureux de Kermorvan est une avocate française, première avocate de la Réunion.

## Biographie
Julia Lucy Marie Le Vigoureux de Kermorvan est née le 10 octobre 1907 à Saint-Pierre, de Louis Charles Victor (avocat) et de Marie Josèphe Lebel.
Elle se marie une première fois le 7 février 1931 à Alexis François Octave Raymond Cerisier ; le couple divorce le 28 décembre 1936.
Le 4 novembre 1937, elle se remarie à Paris avec l'avocat et homme politique Fernand Colardeau,.

## Carrière professionnelle
Issue d'une famille d'avoué et d'avocat, Marie Le Vigoureux de Kermorvan effectue des études de droit et décroche sa licence de droit en 1929.
Le 29 mai 1931, elle devient la première femme à prêter le serment d'avocat à La Réunion et plus largement dans les territoires français d'outre-mer,,,.